# Osmunda regalis
Osmunda regalis là một loài dương xỉ trong họ Osmundaceae. Loài này được Carl Linnaeus mô tả khoa học lần đầu tiên vào năm 1753.

## Tên gọi
Tên gọi "royal fern" (dương xỉ vua) trong tiếng Anh là do nó là một trong những loài dương xỉ châu Âu to lớn nhất và gây ấn tượng mạnh nhất. Trong một số tài liệu của Mỹ, người ta gọi nó là "old world royal fern" (dương xỉ vua cựu thế giới) là để phân biệt với loài dương xỉ vua châu Mỹ có quan hệ họ hàng rất gần là O. spectabilis. Tuy nhiên, thuật ngữ này không được tìm thấy trong các tài liệu của người Anh. Đôi khi người ta gọi nó là dương xỉ hoa do bề ngoài các lá lược sinh sản của nó.

## Phân bố
Là loài dương xỉ lá sớm rụng, bản địa châu Âu, châu Phi và châu Á. Nếu coi Osmunda spectabilis là một dạng của loài này thì nó cũng sinh sống tại châu Mỹ. Loài này chủ yếu mọc ven các đầm lầy than bùn trong các rừng thưa và ven bờ các con sông suối.

## Mô tả
O. regalis sinh ra hai loại lá lược là loại vô sinh và loại sinh sản. Các lá lược vô sinh mọc thẳng hay lan rộng, cao 60–160 cm (24–63 in) và rộng 30–40 cm (12–16 in), kép lông chim hai lần, với 7-9 cặp lá chét thứ cấp dài tới 30 cm (12 in), mỗi lá kép thứ cấp bao gồm 7-13 cặp lá chét tam cấp dài 2,5-6,5 cm và rộng 1–2 cm. Các lá lược sinh sản mọc thẳng và ngắn hơn, cao 20–50 cm, thường với 2-3 cặp lá chét thứ cấp vô sinh ở gốc và 7-14 cặp lá chét thứ cấp sinh sản phía trên mang các túi bào tử mọc thành cụm dày dặc.
Tại nhiều khu vực, O. regalis đã trở nên hiếm thấy do tác động từ việc thoát nước khu vực đất ẩm thấp để sản xuất nông nghiệp.

## Gieo trồng
O. regalis được trồng rộng khắp trong khu vực ôn đới. Loài và giống cây trồng 'Cristata' đều từng được nhận giải thưởng phẩm chất làm vườn (Award of Garden Merit) của Hiệp hội Làm vườn Hoàng gia. O. regalis ưa thích các loại đất chua, ẩm thấp.

## Sử dụng khác
Rễ của O. regalis được sử dụng để sản xuất sợi osmunda, sử dụng làm môi trường trồng lan và các loài thực vật biểu sinh khác.

## Các loài tương tự
O. regalis có quan hệ họ hàng gần gũi nhất với O. spectabilis, O. lancea và O. japonica. Phân tích di truyền phân tử chỉ ra rằng O. spectabilis nằm trong nhánh là chị em với các chủng/thứ châu Âu của O. regalis. Nếu điều này là đúng và O. spectabilis được coi là chủng/thứ biến thể của O. regalis (= O. regalis var. spectabilis hay O. regalis subsp. spectabilis) thì O. lancea và O. japonica cũng phải được coi là các biến thể của O. regalis; hoặc ngược lại nếu muốn duy trì O. lancea và O. japonica như là các loài tách biệt thì O. regalis var. spectabilis cũng phải được coi là loài tách biệt với danh pháp Osmunda spectabilis Willd., 1810. Thứ brasiliensis khi đó sẽ là Osmunda spectabilis var. brasiliensis Grev. & Hook., 1832.

## Hình ảnh

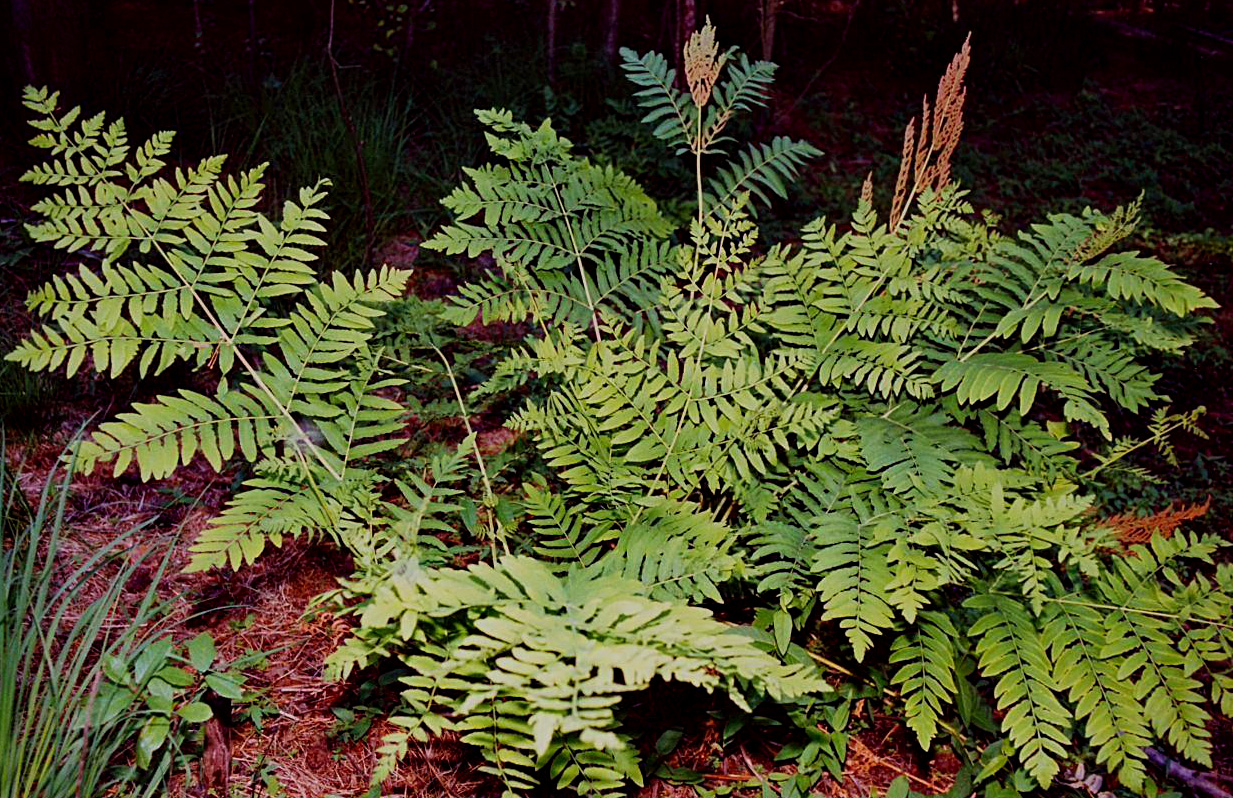
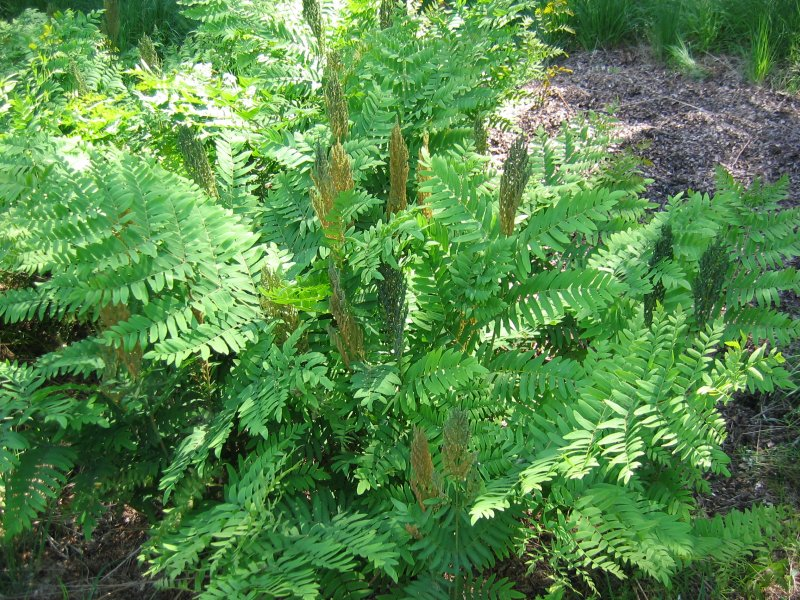
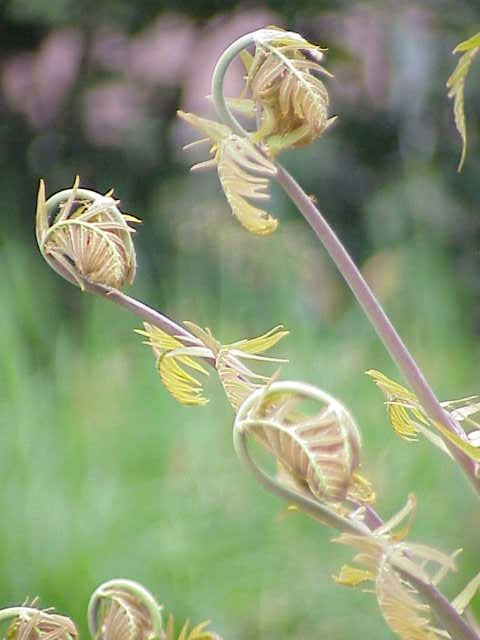